# エリザベス・トワイニング
エリザベス・トワイニング（Elizabeth Twining、1805年 - 1889年）はイギリスの植物画家である。

## 生涯
紅茶商、トワイニングの一族のリチャード・トワイニングの娘に生まれた.。ロンドンで育ち、上流階級の教養としての教育として美術と絵画を学んだ。植物画を掲載したカーティス・ボタニカル・マガジンやチズウィック庭園の王立園芸協会の影響を受けて、植物画を描くようになった。ダルウィッチ美術館の作品を模写し、父親の援助で各地の博物館を巡って絵画の練習をした。
多くの画集を出版し、もっとも有名な『植物界画集』（Illustrations of the Natural Order of Plants 第1巻 1849、第2巻 1855）はキュー植物園やレクスデン・パーク（Lexden Park）での観察に基づいて描かれ、160点の手彩色のリソグラフからなるロイヤルフォリオ判の大型豪華本である。1868年に安価版として、クワトロ判多色刷りが出版された。
トゥイケンハム（Twickenham）の屋敷に住み1889年に没した。没後、屋敷は遺言で地区の牧師館となった。トワイニングの作品は大英博物館に保存されている。
慈善家としても知られ、ロンドンのPortugal Streetに禁酒施設を作り、運営し、トゥイケンハム近くの救貧院を改装した。キングズ・ホスピタルを長期にわたり支援し、貧しい人々のためにセントジョン・ホスピタルを創立した。女性のためのベッドフォード·カレッジの創設したエリザベス・リード（Elizabeth Jesser Reid）の支援も行った。
妹のルイーザ・トワイニングは社会活動家として知られる。

## トワイニングの植物画

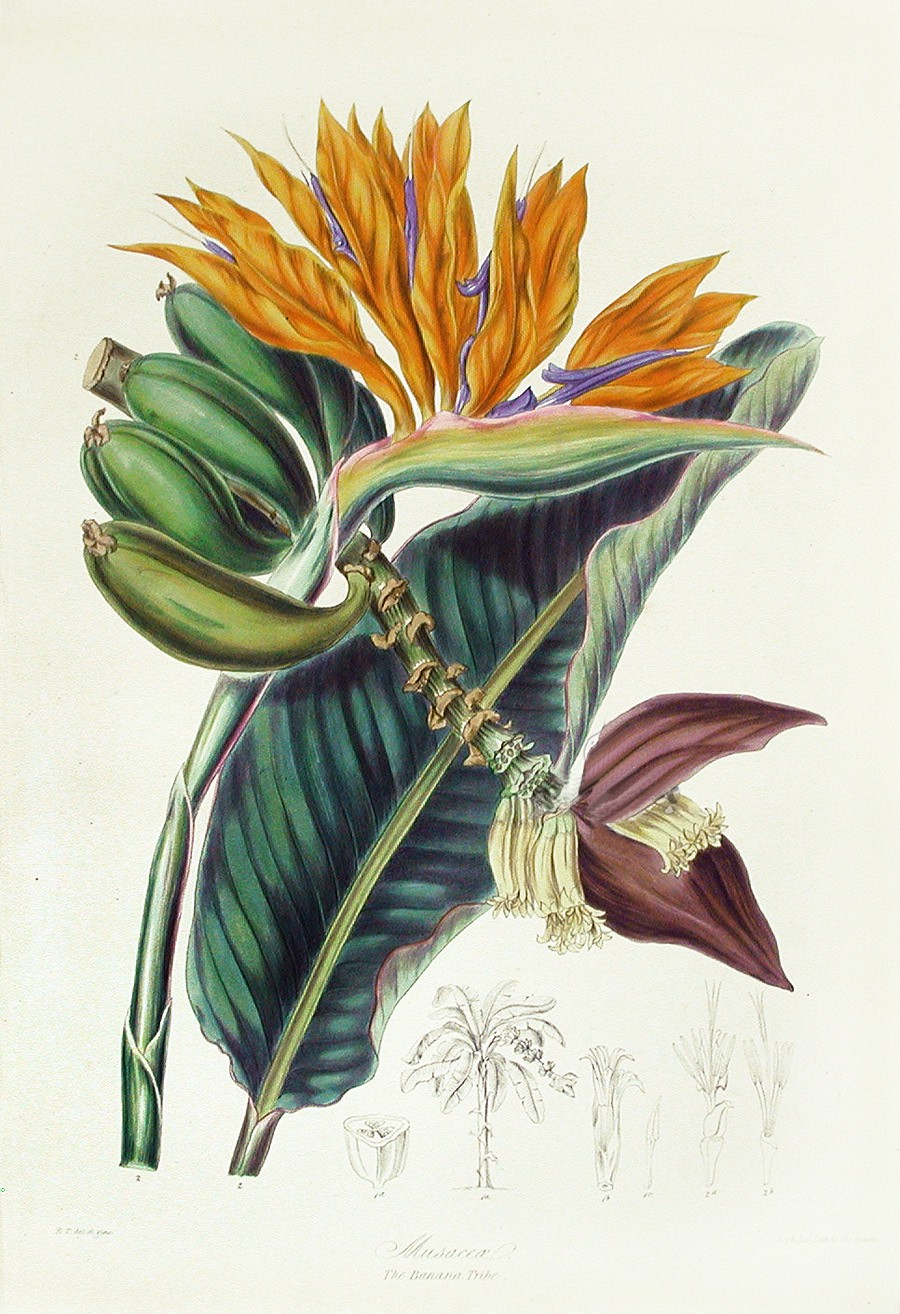
ゴクラクチョウカ属
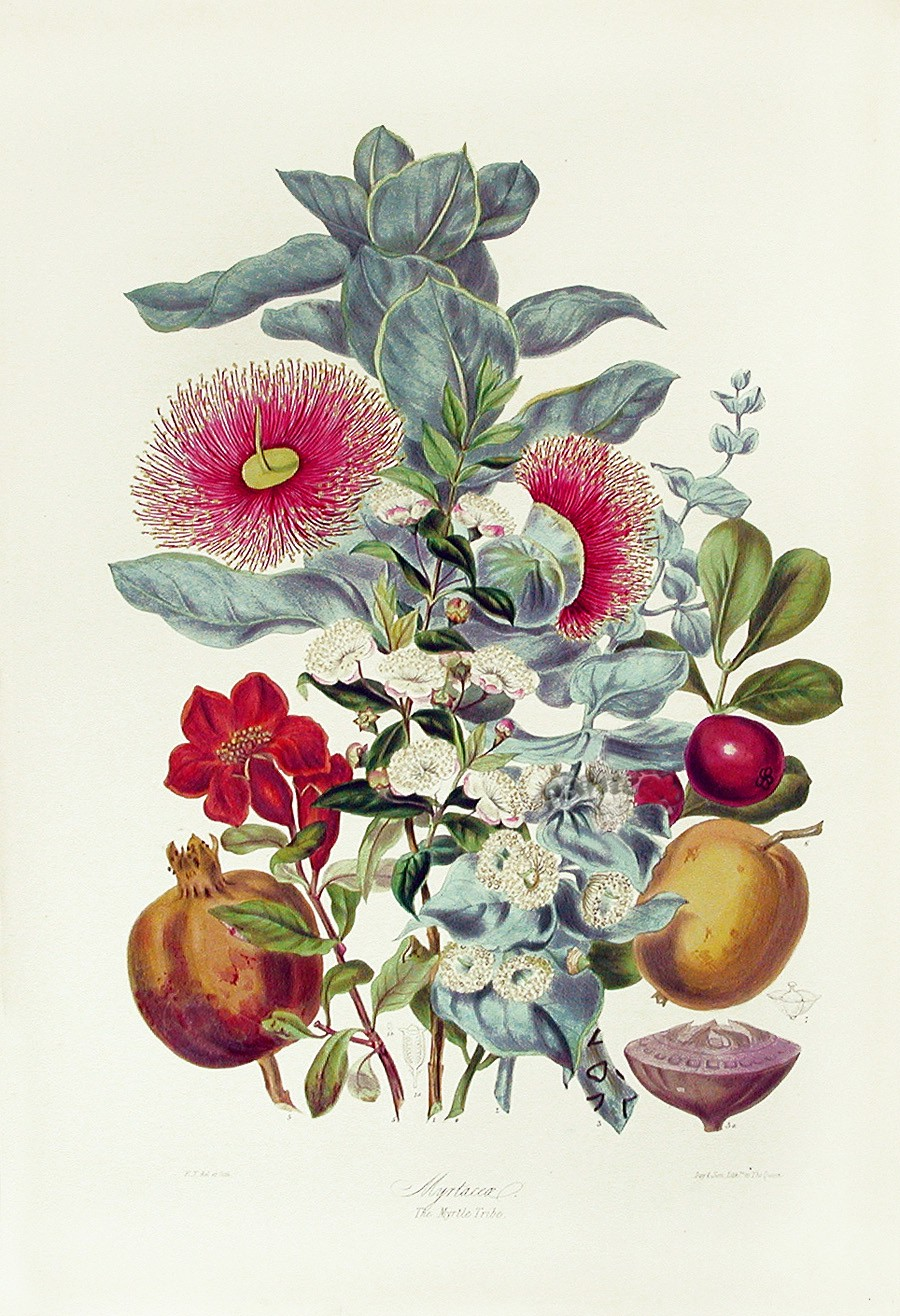
ミルトル族とザクロ
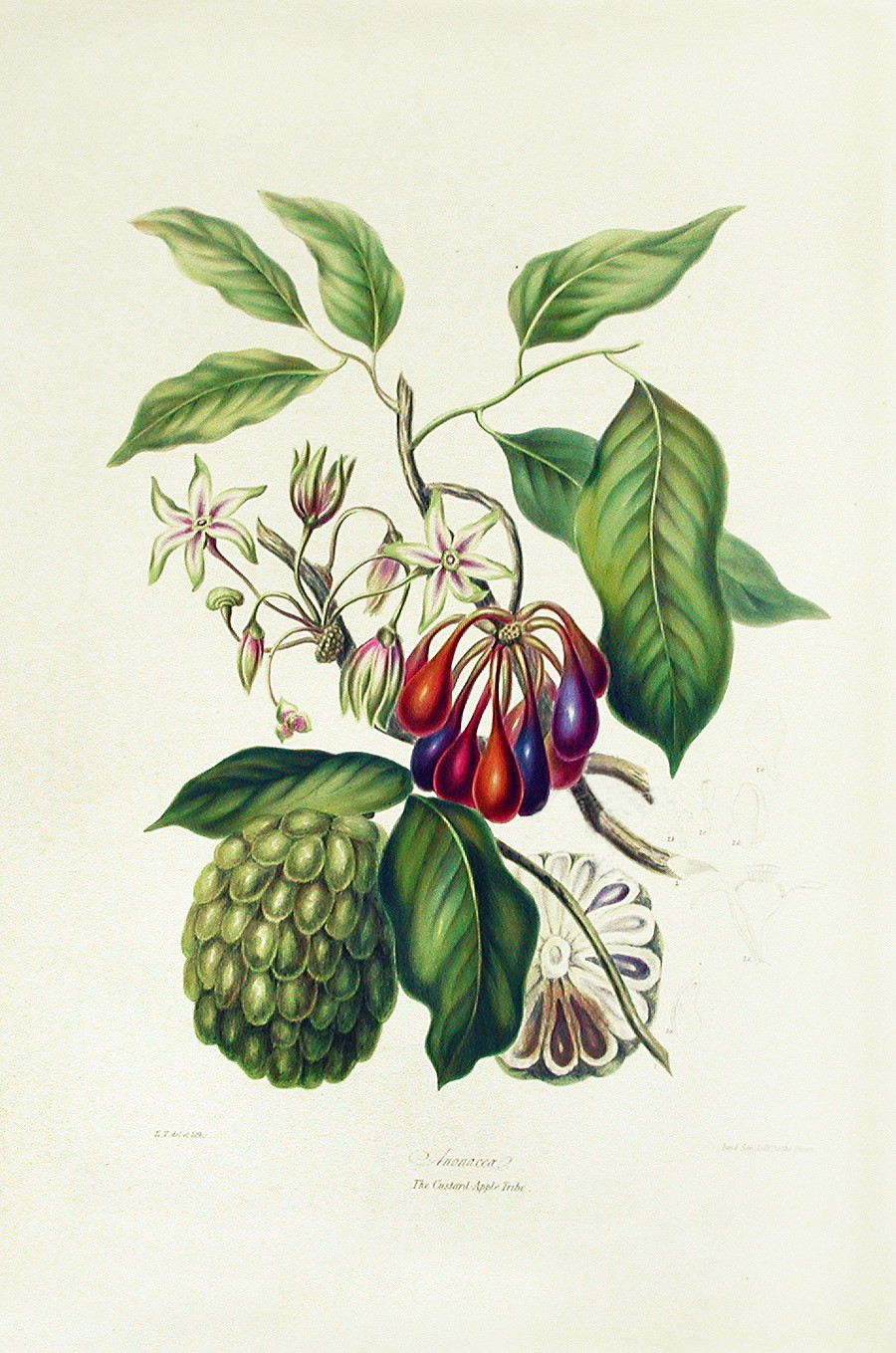
バンレイシ科の植物
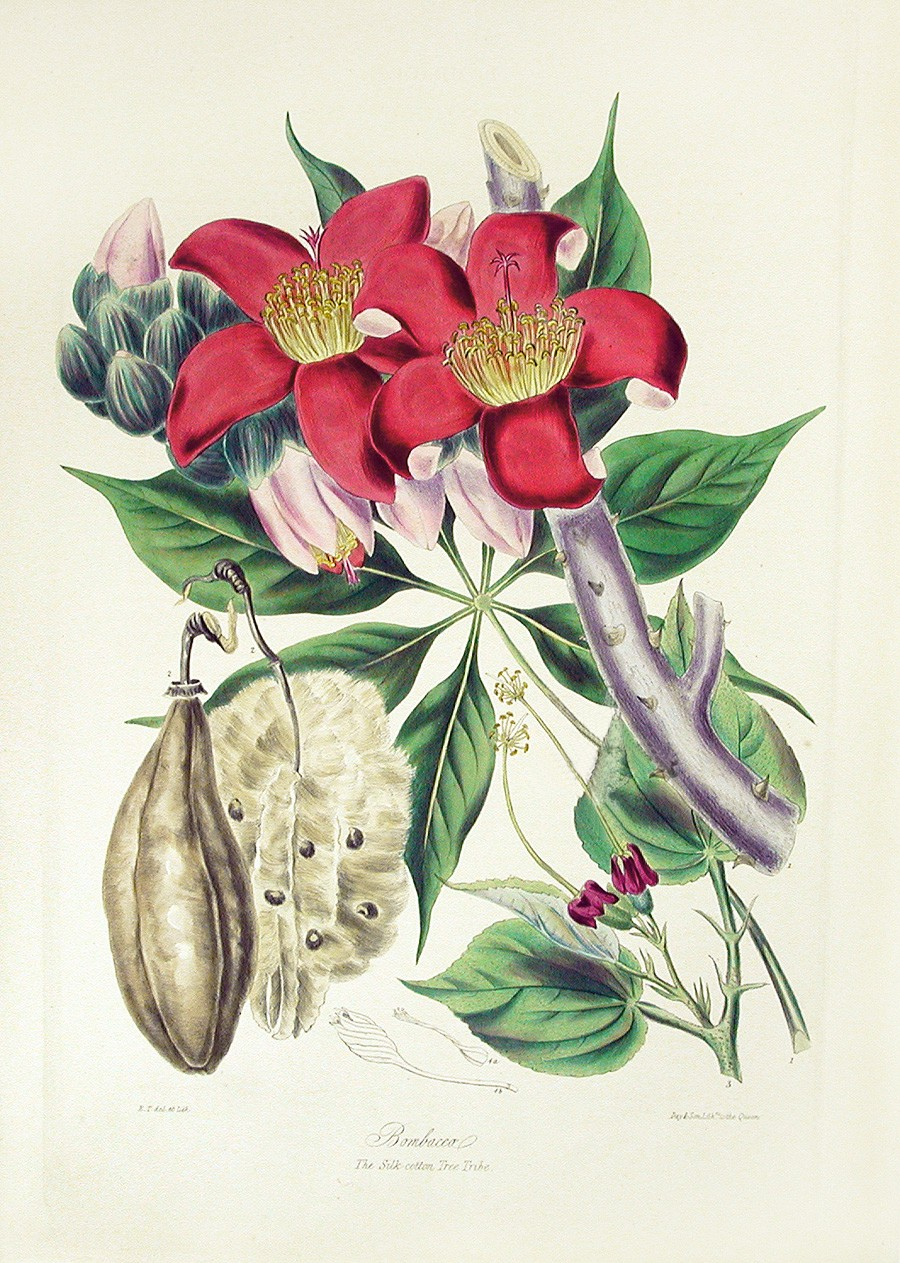
キワタ